# Now He Sings, Now He Sobs
Now He Sings, Now He Sobs es un álbum del compositor y pianista de jazz estadounidense Chick Corea, publicado el 14 de marzo de 1968 a través de Solid State Records. EMI/Blue Note lo relanzó en CD en 1988 con pistas adicionales. Cuenta con Corea (piano), Miroslav Vitouš (contrabajo) y Roy Haynes (batería).  A excepción del estándar de jazz "My One and Only Love" y "Pannonica" de Thelonious Monk, todas las pistas son composiciones originales junto a algunas improvisaciones de jazz, como "The Law of Falling and Catching Up" y "Fragments". Esta misma formación editó en 1981 Trio Music y en 1986 Trio Music, Live in Europe, a  través de ECM Records.

## Lista de canciones
LP
1. "Steps - What Was"
2. "Matrix"
3. "Now He Sings, Now He Sobs"
4. "Now He Beats The Drum, Now He Stops"
5. "The Law Of Falling And Catching Up"

Pistas adicionales edición CD
1. "Samba Yantra"
2. "Bossa"
3. "I Don't Know"
4. "Fragments"
5. "Windows"
6. "Gemini"
7. "Pannonica" (Thelonious Monk)
8. "My One and Only Love" (Wood/Mellin)

## Créditos
- Chick Corea – piano
- Roy Haynes – batería
- Miroslav Vitous – contrabajo